# Josip Ciperle
Josip Ciperle, slovenski učitelj in pedagoški pisatelj, * 18. marec 1856, Ljubljana, † 21. november 1908, Ljubljana.

## Življenje in delo
Po končanih sedmih razredih gimnazije in enoletnem tečaju matematike na ljubljanskem učiteljišču (1876) je služboval na Dunaju kot učitelj v ljudskih in meščanskih šolah; 15 let pa je poučeval ruščino in slovenščino v dunajski domobranski kadetnici. V 56 »Pedagogičnih pogovorih« (1877–1879) je razpravljal o različnih vzgojnih vprašanjih otrok. Kot član Slovenskega kluba na Dunaju je predaval »O naših gozdih« (1887), kot pripomoček za zemljepisni in zgodovinski pouk je objavil Kulturne slike s Kranjskega ( 1897), ponatis: Kranjska dežela (1899). Mnogo njegovih pripravljenih člankov pedagoške in zgodovinske vsebine je ostalo še v rokopisu. 